# Diocesi di Mimiana
La diocesi di Mimiana (in latino Dioecesis Mimianensis) è una sede soppressa e sede titolare della Chiesa cattolica.

## Storia
Mimiana, nell'odierna Tunisia, è un'antica sede episcopale della provincia romana di Bizacena.
Unico vescovo conosciuto di questa diocesi africana è Secondiano, il cui nome figura al 72º posto nella lista dei vescovi della Bizacena convocati a Cartagine dal re vandalo Unerico nel 484; Secondiano, come tutti gli altri vescovi cattolici africani, fu condannato all'esilio.
Dal 1933 Mimiana è annoverata tra le sedi vescovili titolari della Chiesa cattolica; dal 9 dicembre 2003 il vescovo titolare è Robert Brahm, vescovo ausiliare di Treviri.

## Cronotassi

### Vescovi
- Secondiano † (menzionato nel 484)

### Vescovi titolari
- Georges-Auguste Louis † (3 agosto 1965 - 30 dicembre 1967 deceduto)
- Henri Audrain † (16 aprile 1968 - 10 dicembre 1970 dimesso)
- Simeon Oliveros Valerio, S.V.D. † (26 novembre 1973 - 23 giugno 2003 deceduto)
- Robert Brahm, dal 9 dicembre 2003